# Бельгерсхайн
Бельгерсхайн (нем. Belgershain) — община в Германии, в земле Саксония. Подчиняется административному округу Лейпциг. Входит в состав района Лейпциг. Подчиняется управлению Наунхоф.  Население составляет 3388 человек (на 31 декабря 2010 года). Занимает площадь 22,77 км².
Община подразделяется на 4 сельских округа.